# Jules Le Roy
Pour les articles homonymes, voir Le Roy.
Ne doit pas être confondu avec Jules Leroy.
Jules Gustave Le Roy, né le 22 décembre 1853 à Paris et mort en 1921, est un peintre animalier français, spécialisé dans les tableaux de chats et chatons, généralement de petit format.
Il ne doit pas être confondu avec Jules Leroy (1833-1865), peintre français de natures mortes.

## Biographie
Jules Gustave Leroy est le fils de Charles Louis Leroy (1822-1859), chef de cuisine, et d'Agathe Claire Piot (1824-1905). 
Élève de Jules-Adolphe Goupil, il débute au Salon en 1898 et signe ses œuvres J. LeRoy.

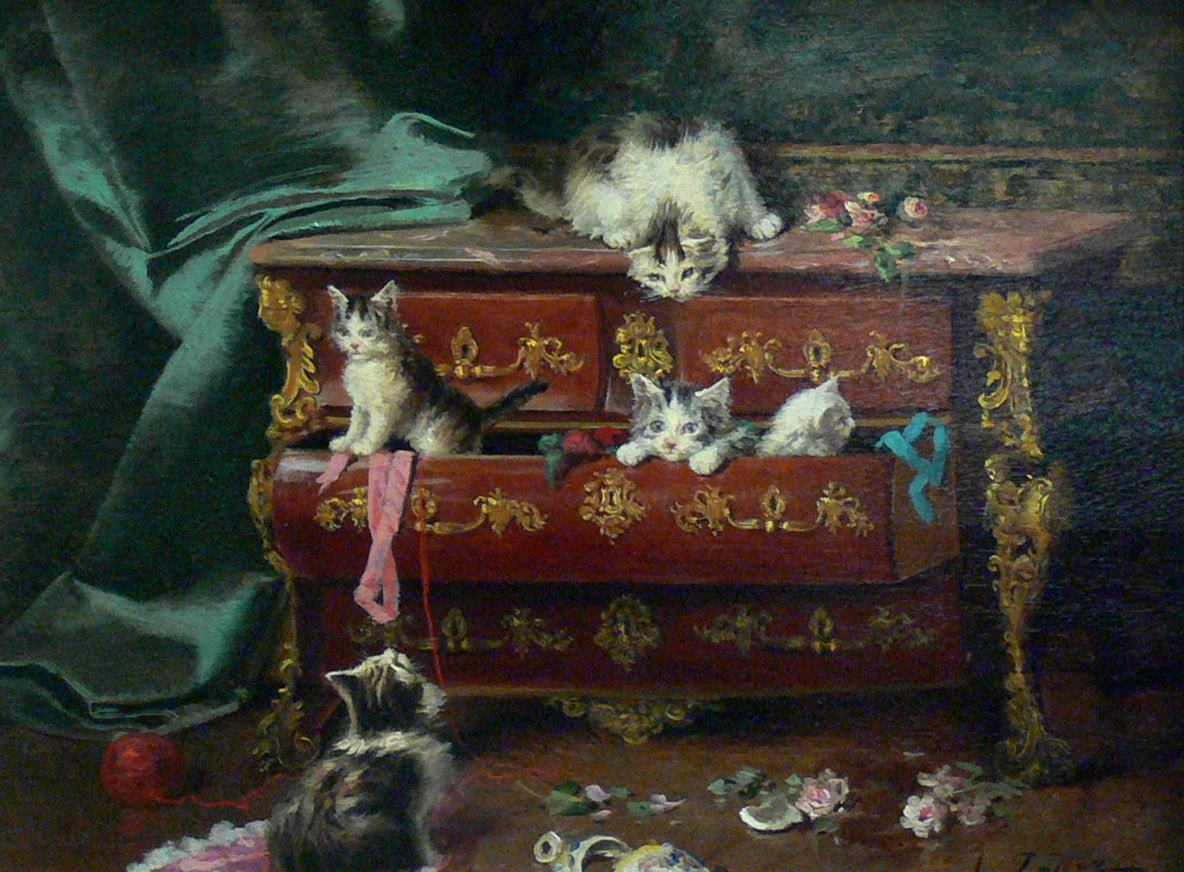
Chats dans une commode (1900), Roubaix, La Piscine.

En 1885, il épouse Berthe Marie Joséphine Boissy (1864-1952); le peintre Henri Adolphe Phalipon, est témoin du mariage. Leur fille Marie Madeleine vient au monde en 1886. Le couple emménage à Asnières-sur-Seine, rue de plaisance, où réside également un domestique; puis change de domicile pour vivre dans la rue Amélie. 
En 1899, il devient sociétaire des Artistes Français et obtient une mention honorable en 1904.
Exposée en Russie en 1903, son tableau Flagrant délit est acquis par un haut personnage de la Cour.
En 1904, il propose au Salon Chez l'antiquaire et en 1906, Une Belle famille-Chats.
En 1910, Jules Le Roy est témoin de mariage de son ami et artiste peintre Ernest Damois (1877-1964) à Colombes. En 1915, il demeure toujours à Asnières comme l'indique l'acte de mariage de sa fille Madeleine Marie Leroy avec Edmond Guillaume Meert, artiste dramatique. En 1919, le peintre vit rue Dupré.
Il meurt en 1921. Devenue veuve, Berthe Leroy habite désormais rue Cambronne jusqu'à sa mort en décembre 1952. Elle est inhumée au cimetière parisien de Thiais.

## Œuvres dans les collections publiques

Jules Gustave Leroy, Une note aigue

- Roubaix, La Piscine : Chats dans une commode, huile sur toile[12], signée et datée en bas à droite J. LeRoy, 1900, legs Henri Selosse fait en 1925 au musée de Roubaix[13].
- Verdun, musée de la Princerie : Une note aigue, signée.Jules Gustave Leroy, Une note aigue

## Œuvres non localisées
- Chatte et ses petits sur un coussin de soie[14] (Cat and kittens on a silk chair), huile sur panneau, signée en bas à droite J. LeRoy, provenance : Henrietta M. (Rita) & Peter N. Heydon, Ann Arbor, Michigan, passée en vente le 23 octobre 2016[15].
- Chatons à la commode, huile sur panneau, signée en bas à droite, 35 x 26,5 cm, passée en vente le 14 décembre 2016[16].
- Trois chatons dans un panier de cerises, huile sur toile, signée en bas à droite J. LeRoy, 33 x 41,2 cm, provenance : collection Edmond Cormier-Thierry-Delanoue (1879-1960) passée en vente entre le 13 et le 29 mai 2020[17].
- Trois chatons dans un panier de violettes, huile sur toile, signée en bas à droite J. LeRoy, 33 x 41,2 cm, provenance : collection Edmond Cormier-Thierry-Delanoue (1879-1960) passée en vente en ligne anonyme entre le 13 et le 29 mai 2020[18].
- Quatre chatons dans un panier de roses, huile sur toile, signée en bas à droite J. LeRoy, 61 x 50 cm, provenance : collection Edmond Cormier-Thierry-Delanoue (1879-1960) passée en vente en ligne anonyme entre le 13 et le 29 mai 2020[19].